# Saint-Mard, Charente-Maritime
Saint-Mard är en kommun i departementet Charente-Maritime i regionen Nouvelle-Aquitaine i västra Frankrike. Kommunen ligger  i kantonen Surgères som ligger i arrondissementet Rochefort. År 2022 hade Saint-Mard 1 244 invånare.

## Befolkningsutveckling
Antalet invånare i kommunen Saint-Mard
Referens:INSEE